# Лана Гогоберідзе
Лана Леванівна Гогоберідзе (груз. ლანა ღოღობერიძე; нар. 13 жовтня 1928, Тіфліс, ЗСФСР, СРСР) — радянська і грузинська актриса, сценарист, грузинський державний та політичний діяч. Лауреат Державної премії СРСР, Народна артистка Грузинської РСР.
Член Державної ради Грузії (1992), депутат Парламенту Грузії III та IV скликань (1992—1999), Надзвичайний і повноважний посол Грузії у Раді Європи (1999—2004), посол Грузії у Франції (2004).

## Фільмографія
- 1965 — Я бачу сонце
- 1972 — Коли зацвів мигдаль
- 1975 — Переполох
- 1978 — Кілька інтерв'ю з особистих питань
- 1984 — День довший за ніч
- 1986 — Колообіг